# عمر إزرائيل جايمي
عمر إزرائيل جايمي (بالإسبانية: Omar Israel Jaime)‏ (20 أبريل 1981 بمونتيري في المكسيك - ) هو لاعب كرة قدم مكسيكي في مركز الدفاع. لعب مع نادي تشياباس وCruz Azul Hidalgo ‏ وPetroleros de Salamanca C.F.C. ‏ وChiapas F.C. Reserves and Academy ‏ واستوديانتس دي التاميرا ‏ وDeportivo Coatepeque ‏ وريبوسيروس دي لا بيداد ‏.

## وصلات خارجية
- عمر إزرائيل جايمي على موقع قاعدة بيانات كرة القدم.إي يو (الإنجليزية)
- عمر إزرائيل جايمي على موقع Soccerway.com (الإنجليزية)